# IC 5272
IC 5272 ist eine Spiralgalaxie vom Hubble-Typ Sm im Sternbild Tukan am Südsternhimmel. Sie ist schätzungsweise 147 Millionen Lichtjahre von der Milchstraße entfernt.
Das Objekt wurde am 21. August 1900 von DeLisle Stewart entdeckt.